# Bertamyia notata
Bertamyia notata är en tvåvingeart som först beskrevs av Friedrich Hermann Loew 1866.  Bertamyia notata ingår i släktet Bertamyia och familjen svampflugor. Inga underarter finns listade i Catalogue of Life.